# Culver Academies
Pour les articles homonymes, voir Culver.
Les Culver Academies sont une école préparatoire aux études supérieures et un camp de vacances aux États-Unis. Les Culver Academies sont composées de trois entités : la Culver Military Academy pour les garçons, la Culver Girls Academy pour les filles, et les Culver Summer Schools and Camps. Elles sont collectivement dénommées Culver Academies, et elles sont situées à Culver dans l'Indiana. Henry Harrison Culver fonda tout d'abord la Culver Military Academy en 1894 « dans le but de préparer complètement les jeunes hommes aux meilleures écoles supérieures, aux écoles scientifiques et au business américain. » Mixte depuis 1971, la Culver Girls Academy fut fondée dans l’optique d’encourager les jeunes femmes à atteindre le plus haut niveau. Les Culver Summer Schools and Camps virent le jour en 1902 et réunissent aujourd'hui plus de 1 300 campeurs de tous les coins du monde à Culver pour développer des compétences de leader qui améliorent la confiance en soi.

## Anciens élèves célèbres
- Herbert Sobel (1912-1987), officier américain de la 101e division aéroportée.
- Alexandre de Yougoslavie (né en 1945) (Culver Military Academy), prétendant au trône de Serbie[1]

## Sources
- (en) Cet article est partiellement ou en totalité issu de l’article de Wikipédia en anglais intitulé « Culver Academies » (voir la liste des auteurs).